# バインクオン
バインクオン（ベトナム語：bánh cuốn / 餅捲、南部発音:バンクオン）は、ベトナム北部の料理。

## 概要
発酵させた米粉汁を蒸して作る幅広で厚みのあるライスペーパー（一般的な乾燥製品を使うのではなく、その場で作る事自体がこの料理の肝になっている）に、ひき肉、刻んだきくらげ、エシャロットなどを包んだ料理で、ヌクチャムに漬けて食べられる。ヌクチャムにはまれに風味付けのため、希少で高価なタガメのエキスを加えることがある。

## 作り方
湯を沸騰させた鍋の上に目の細かい布を太鼓の皮のように貼り、そこに醗酵させた米粉汁をおたまで流し掛け、おたまの底を使い薄く塗り広げる。鍋に大きな蓋を被せてしばらく蒸した後に、長い菜箸を使ってライスペーパーを掬い上げ、手作業で具材をくるむ。多くの場合ベトナム風のハム（Chả Lụa）、もやし、スライスしたきゅうりなどと共に皿に盛り付け、エシャロットや小エビを揚げたものを飾り、ヌクチャムを入れた小ぶりの茶碗とともに供する。

## 類似のもの
タイ料理では、「カオファン (タイ語: ข้าวพันผัก、巻いた米の意）」がある。中華料理には「腸粉」と呼ばれる類似のものがある。

## ギャラリー

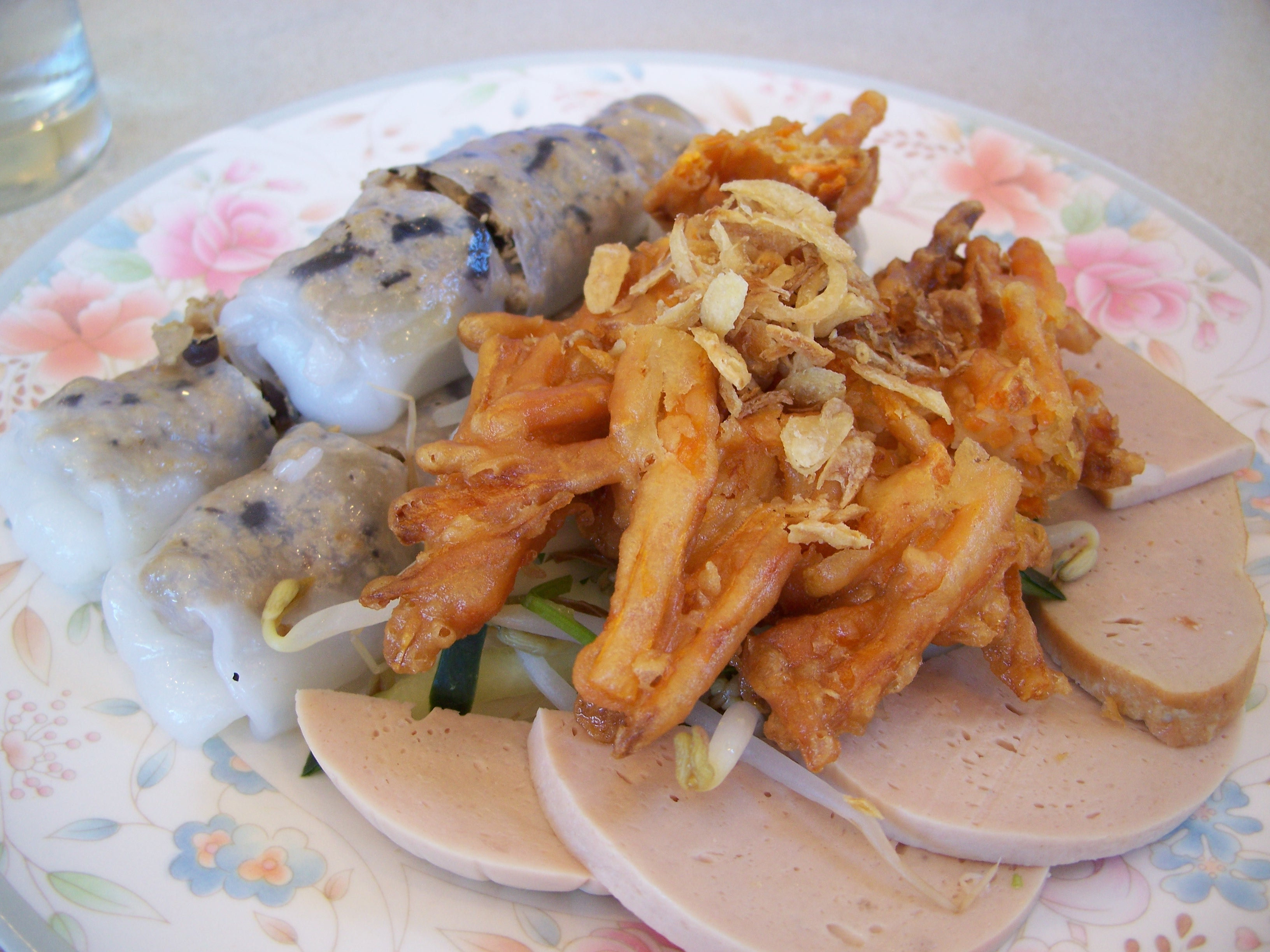
ハノイの西湖のバインクオン。ベトナムハムとエビの天ぷら添え。
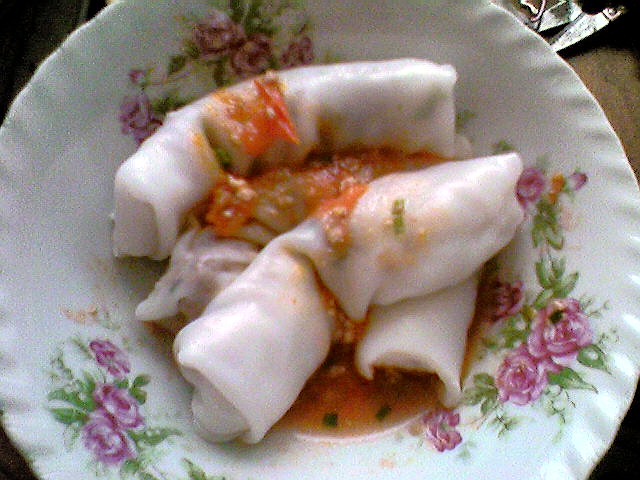
家庭風のバインクオン
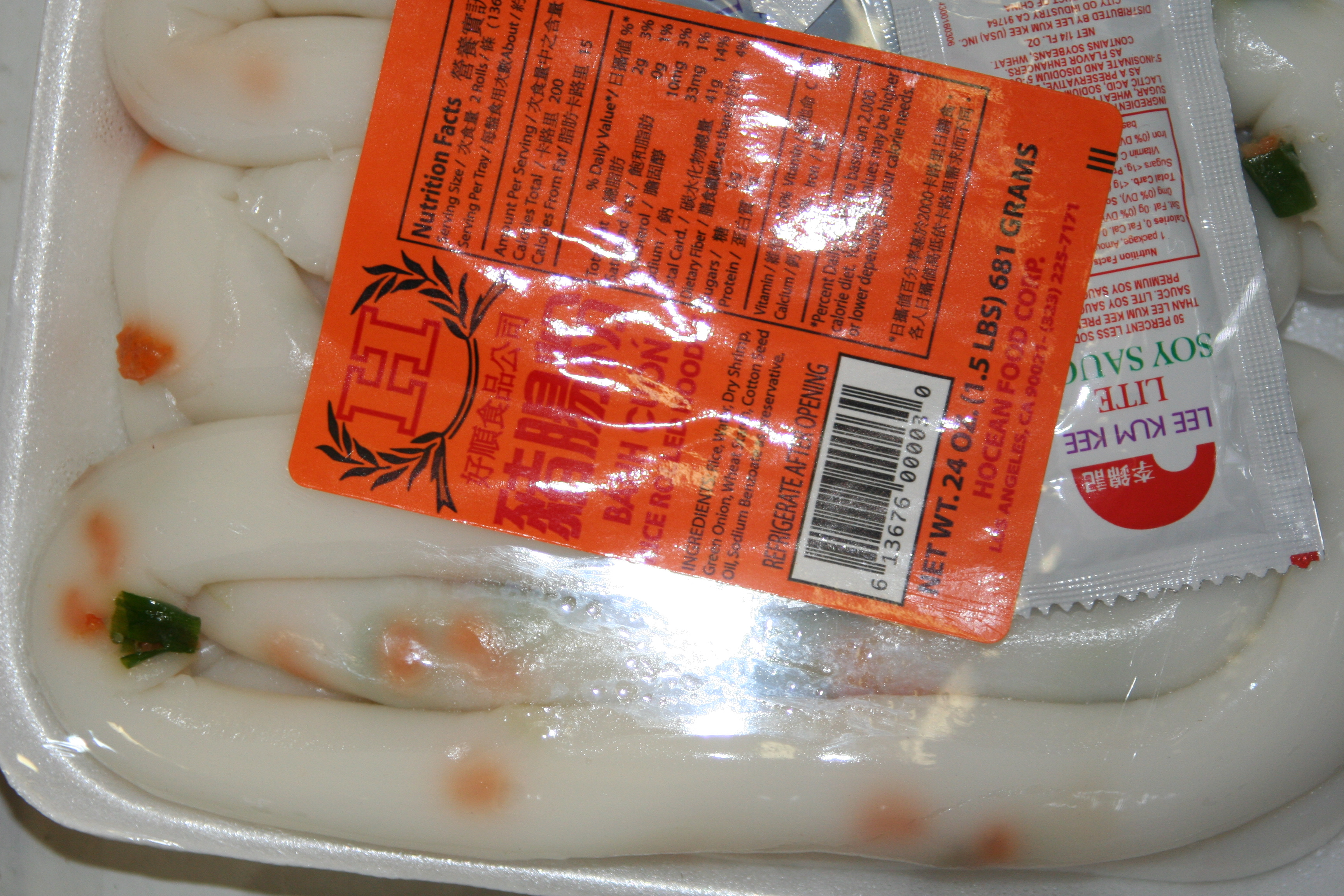
カリフォルニアで売られているバインクオン